# Day Is Done
Albums de Brad Mehldau
Live in Tokyo
(2004) House on Hill
(2006)
Day Is Done est un album en trio du pianiste de jazz américain Brad Mehldau sorti en 2005 chez Nonesuch Records. C'est le premier album enregistré avec le trio formé avec Larry Grenadier et Jeff Ballard.

## Liste des pistes
| No  | Titre                       | Musique                                                           | Durée |
| --- | --------------------------- | ----------------------------------------------------------------- | ----- |
| 1.  | Knives Out                  | Colin Greenwood/Jonny Greenwood/Ed O'Brien/Phil Selway/Thom Yorke | 8:29  |
| 2.  | Alfie                       | Burt Bacharach                                                    | 3:46  |
| 3.  | Martha My Dear              | Lennon-McCartney                                                  | 4:38  |
| 4.  | Day Is Done                 | Nick Drake                                                        | 9:27  |
| 5.  | Artis                       | Brad Mehldau                                                      | 6:22  |
| 6.  | Turtle Town                 | Brad Mehldau                                                      | 6:18  |
| 7.  | She's Leaving Home          | Lennon-McCartney                                                  | 9:08  |
| 8.  | Granada                     | Chris Cheek                                                       | 7:31  |
| 9.  | 50 Ways to Leave Your Lover | Paul Simon                                                        | 8:32  |
| 10. | No Moon                     | Redd Evans/David Mann                                             | 5:49  |

## Personnel
- Brad Mehldau - piano
- Larry Grenadier -  contrebasse
- Jeff Ballard -  batterie